# محلية الدامر
محلية الدامر (بالإنجليزية: Ad Damer District)‏ إحدى محليات ولاية نهر النيل، السودان.